# Balloon (tipografía)
Balloon (en español globo), es un tipo de letra hecha a pincel que se usa normalmente para señalar o para exibiciones. Fue hecha en 1939 por Max R. Kaufmann para la actualmente extinta American Type Founders en respuesta a la caricatura de Howard Allen Trafton, cortada para Bauer Type Foundry en 1936. No tenía letras minúsculas y estaba escrito en Light, Bold y Extra Bold.  Los dos pesos más ligeros eran idénticos a la Fuente Kaufmann y, por lo tanto, se podían utilizar como mayúsculas alternativas para esa fuente. También se suele utilizar en la serie de libros Madeline, en su película y su serie de televisión. La fuente es más conocida por ser la fuente que utilizó Nickelodeon entre 1984 a 2009 en Estados Unidos como logotipo del canal, consistía en la palabra Nickelodeon escrita con la fuente globo en color blanco rodeado por una salpicadura de color naranja.
La fuente fue digitalizada por la ahora desaparecida Bitstream Inc.